# Минейрус-ду-Тиете
Минейрус-ду-Тиете (порт. Mineiros do Tietê) — муниципалитет в Бразилии, входит в штат Сан-Паулу. Составная часть мезорегиона Бауру. Входит в экономико-статистический микрорегион Жау. Население составляет 12 846 человек на 2006 год. Занимает площадь 211,892 км². Плотность населения — 60,6 чел./км².
Праздник города — 29 августа.

## История
Город основан в 1898 году.

## Статистика
- Валовой внутренний продукт на 2003 составляет 83 420 259,00 реалов (данные: Бразильский институт географии и статистики).
- Валовой внутренний продукт на душу населения на 2003 составляет 6844,46 реала (данные: Бразильский институт географии и статистики).
- Индекс развития человеческого потенциала на 2000 составляет 0,788 (данные: Программа развития ООН).

## Галерея

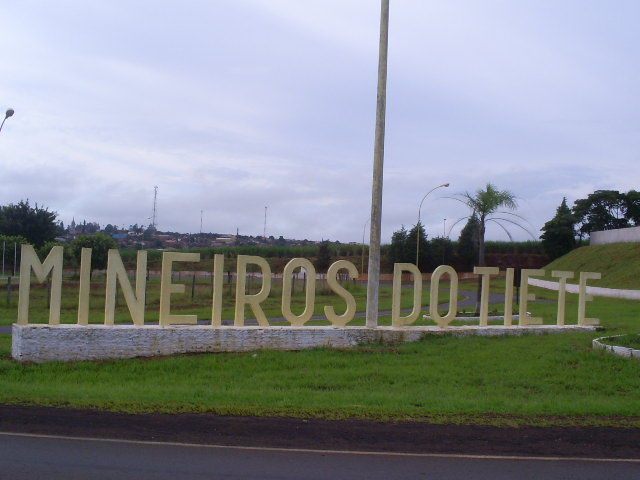
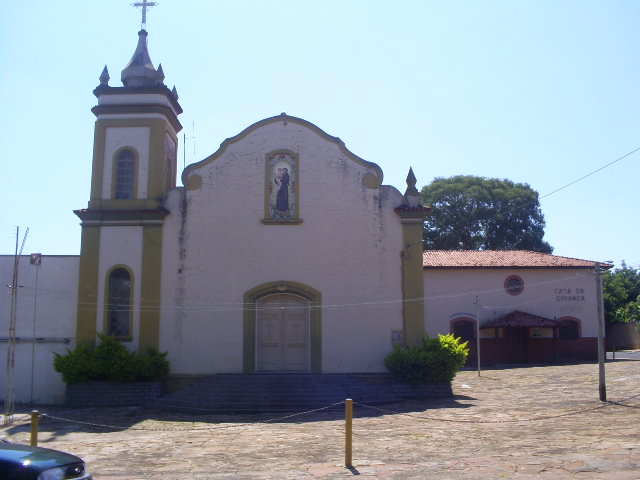
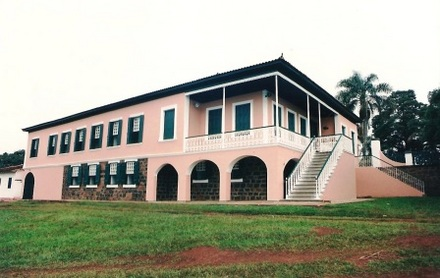
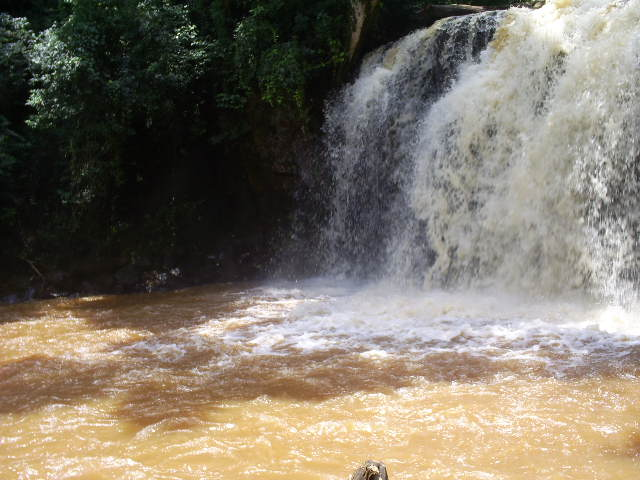